# Sunjeong Manhwa
Sunjeong Manhwa (kor. 순정만화; etwa: romantischer Manhwa) ist ein südkoreanischer Film aus dem Jahr 2008. Er basiert auf dem gleichnamigen Webcomic von Kang Full. Es ist der zweite Film des Regisseurs Ryu Jang-ha. Der Film ist auch bekannt unter den Titeln Crush on You oder Hello Schoolgirl.

## Hintergrund
Bei Sunjeong Manhwa handelt es sich um eine Verfilmung eines gleichnamigen Webcomics von Kang Full. Sunjeong Manhwa war der erste Webcomic von Kang Full und wurde in Südkorea sehr populär. Er hatte über 60 Millionen Seitenaufrufe auf dem Webportal Daum. Wie im Comic dreht sich auch im Film alles um zwei unkonventionelle Romanzen mit erheblichen Altersunterschieden. Allerdings gibt es auch Unterschiede zwischen Comic und Film: So spielt beispielsweise der Film im Sommer, die Handlung des Comics ist jedoch im Winter. Drehbeginn war der 1. April 2008. Kang Full hat in dem Film einen Cameo-Auftritt.

## Handlung
Kwon Yeon-woo ist ein etwas naiver, 30-jähriger Beamter, der im Bezirksbüro arbeitet. Nachdem er in ein neues Apartment zieht, trifft er jedem Morgen auf die High-School-Schülerin Soo-yeong auf seinem Weg zur Arbeit. Das 18-jährige Mädchen lebt zusammen mit ihrer Mutter im selben Gebäude. Nach einer Zeit entwickeln beide Gefühle füreinander.
Währenddessen hat der 22-jährige Kang Sook gerade ebenfalls angefangen, im Bezirksbüro zu arbeiten. Dieser verliebt sich in die 7 Jahre ältere Kwon Ha-kyeong. Ha-kyeong weist Kang Sook ab, da diese noch einer alten Liebe nachtrauert.

## Veröffentlichung
Sunjeong Manhwa startete am 27. November 2008 in den südkoreanischen Kinos. Der Film war der erfolgreichste Film an seinem Eröffnungswochenende mit 309.065 Besuchern. Bis zum 21. Dezember 2008 erreichte der Film eine Besucherzahl von 740.379.
Am 27. März 2009 erschien der Film in Südkorea auf DVD.

## Kritik
Joon Soh von der Korea Times lobte, dass der Film die Essenz der Comicvorlage beibehielt, trotz einiger Abweichungen vom Original.